# Alessandra Mason
Alessandra Mason (Torino, 6 aprile 1985) è una ballerina e personaggio televisivo italiana.

## Biografia
Attiva nella danza sin dall'età di 6 anni, ha acquisito notorietà partecipando nel 2009 - in coppia con Alessio Di Clemente - alla quinta edizione del reality-show Ballando con le stelle, dove si è classificata al terzo posto.. Nel suo palmarès figurano il terzo posto al campionato italiano 10 balli per le danze standard e latine; la posizione di vicecampionessa italiana per la categoria 16/18 anni nei balli latini e la quarta posizione al campionato italiano. È giunta poi prima al campionato IDSF in Svizzera, Lussemburgo, Norvegia, Svezia, Spagna e Belgio e si è classificata tra i primi tre in Slovacchia ed ancora Svizzera e Lussemburgo.
È stata anche prima classificata agli Alassio Open 14/15 e terza al Cervia Competizione Internazionale 14/15A; nonché quarta classificata al Campionato Italiano Amatori A1 Latini. Nella sesta edizione di Ballando con le stelle (2010) ha partecipato ballando in coppia con il giovane attore di fiction televisiva Stefano Masciolini. Abitualmente balla in coppia con il ballerino russo Dima Pakhomov, anch'egli in concorso a Ballando con le stelle.